# 니시카와 유다이
니시카와 유다이(일본어: 西川 優大, 1986년 4월 19일 ~ )는 일본의 전 축구 선수이다.

## 구단 경력
과거 FC 기후, 카탈레 도야마, 도치기 SC에서 활동하였다.